# La barriera della legge
La barriera della legge è un film del 1954 diretto da Piero Costa.

## Trama
Un poliziotto sotto copertura si infiltra in una banda di astuti criminali.

## Produzione
Il film fu girato negli stabilimenti Fert di Torino.